# Mangaluru
Mangaluru (kannada: ಮಂಗಳೂರು) – miasto w południowej części Indii, w stanie Karnataka, na Wybrzeżu Malabarskim, nad Morzem Arabskim, przy ujściu rzek Netrawati oraz Gurupura, w niedalekiej odległości od pasma górskiego Ghaty Zachodnie. Miasto jest stolicą jednego z dystryktów o nazwie Dakshina Kannada (dawniej South Canara). Około 882,8 tys. mieszkańców.
Nazwa Mangalore pochodzi od lokalnego bóstwa hinduskiego o nazwie Mangaladevi. Port morski zlokalizowany w Mangalore od początku istnienia miasta stanowił najważniejszy czynnik rozwoju i pozostał nim do dziś. Obecnie port w Mangalore jest jednym z najważniejszych portów w Indiach oraz na całym wybrzeżu Malabarskim. Obecnie przez port w Mangalore przechodzi 75% eksportu indyjskiej kawy oraz większość produkcji orzechów nerkowca
Bardzo istotny dla rozwoju miasta, z pewnością, jest wskaźnik alfabetyzacji (umiejętność czytania i pisania) mieszkańców wynoszący 85% (dużo wyższy od średniej krajowej w Indiach).

## Miasta partnerskie
- Hamilton, Kanada